# III съезд Итальянского союза борьбы
III конгресс Итальянского союза борьбы (итал. I Congresso dei Fasci italiani di combattimento) проходил в Риме с 7 по 10 ноября 1921 года, это был последний съезд перед преобразованием в Национальную фашистскую партию.

## Проведение конгресса
Конгресс состоялся после трений, возникших внутри движения Итальянского союза борьбы, и из-за оспаривания членами Союза разрядки с социалистами и народниками посредством Пакта об умиротворении, заключенного 3 августа 1921 года при посредничестве спикера Палаты депутатов Энрико Де Никола. Пакт это однако соблюдался непоследовательно и существенно не остановил конфронтации, поскольку эффективность его применения зависело от воли конкретных лиц и из необходимости его соблюдения в любом случае исключались коммунисты. «Умиротворение» не оценили более непримиримые фашисты, последних возмущала попытка Муссолини утвердиться в качестве «умеренного элемента» и включить фашистское движение в «официальную» политическую игру. Один из главных голосов внутреннего несогласия представлял Дино Гранди.
Этот раскол был восстановлен с роспуском движения союза борьбы и созданием Национальной фашистской партии, в рамках которой сохранялась старая распределительная сеть в провинциальном масштабе. Микеле Бьянки стал секретарем новообразованной организации.

## Роспуск
На третьем съезде в Риме в ноябре 1921 года было принято решение о роспуске партии, насчитывавшей уже 312 000 членов, и создании Национальной фашистской партии. Однако прежнее наименование оставалось для обозначения местных территориальных структур новой партии, включая Федерацию союза борьбы на уровне провинций.